# Arrenurus drepanophorus
Arrenurus drepanophorus är en kvalsterart som beskrevs av Cook 1954. Arrenurus drepanophorus ingår i släktet Arrenurus och familjen Arrenuridae. Inga underarter finns listade i Catalogue of Life.